# Egesina picina
Egesina picina är en skalbaggsart som beskrevs av Holzschuh 2007. Egesina picina ingår i släktet Egesina och familjen långhorningar. Inga underarter finns listade i Catalogue of Life.